# Samsung Galaxy F42 5G
O Samsung Galaxy F42 5G é o smartphone da Samsung Electronics anunciado pela Samsung Electronics. O telefone tem uma configuração de câmara tripla com uma câmara principal de 64 MP, um ecrã FHD+ Infinity-V de 6,6 polegadas e uma bateria Li-Po de 5000 mAh. É fornecido com o Android 11.